# POP IN Q
《POP IN Q》（日语：ポッピンQ）是於2016年12月23日在日本上映的原創動畫電影，由東映動畫製作並由東映發行，為東映動畫60週年紀念企劃作品。作品描述的是即將畢業的五位中學少女互相碰撞與成長的青春故事，並藉由舞蹈和音樂推動劇情。電影原先安排在2017年1月上映，但由於受到超乎預期的迴響而將上映日期提前至2016年12月23日。此外，發行商東映亦決定擴大上映規模，使本片成為第一波正月映畫及寒假主打作品，以動畫電影來說是相當特殊的案例。

## 劇情
畢業典禮將近，原本只認為那是必經歷程的伊純止步不前。典禮當天，伊純在海邊撿到散發著美麗光芒的「時間碎片」，因而進入了奇妙的世界「時之谷」。在那裡，伊純遇見了相同年紀的蒼、小夏、朝陽，以及掌司「世界的時間」的POP IN族。然而「時之谷」與「世界的時間」此刻正面臨崩壞的危機，伊純等人必須聚集她們的「時間碎片」，並跳出心、技、體一致的「舞蹈」才能脫離危機。就在伊純等人因為迫近的危機與POP IN族嚴厲的舞蹈指導而感到困惑時，擁有跳舞經驗的沙紀出現在她們眼前……。受到「時間碎片」指引的五人是否能藉由舞蹈拯救世界並順利畢業呢？

## 登場人物

### 主要人物
小湊伊純（聲：瀨戶麻沙美）
住在高知縣中土佐町的中學三年級生，田徑社成員。原本計劃在畢業後配合父親的工作搬家到東京，卻因為無法接受而與父母發生爭執。同位體為波肯。
日岡蒼（聲：井澤詩織）
成績優秀的中學三年級生，認為讀書是對未來的投資。總是很冷靜，但因為不喜歡與身旁的人一致，有時會被孤立。同位體為露琪亞。
友立小夏（聲：種﨑敦美）
擅長彈鋼琴的中學三年級生，戴著眼鏡。經常面帶笑容，但最近開始無法快樂地演奏。同位體為達連。
大道朝陽（聲：小澤亞李）
喜歡武道、性格認真的中學三年級生。不知道該選擇父親推薦的柔道還是母親推薦的合氣道，不敢告訴父母自己其實嚮往可愛的東西。同位體為塔朵娜。
都久井沙紀（聲：黑澤朋世）
擅長跳舞的中學三年級生。不擅溝通交際，也不太適應群體。同位體為路皮。

### POP IN族
POP IN族是生活在異世界「時之谷」並以舞蹈為生的生命體，他們藉由跳舞時產生的能量維持「世界的時間」正常運作。同位體指的是與他人心靈相通的POP IN族。
波肯（聲：田上真里奈）
POP IN族的男孩，是小湊伊純的同位體。頑皮而熱血，對於自己達成POP IN族的使命感到很驕傲。
露琪亞（聲：石原夏織）
POP IN族的女孩，是日岡蒼的同位體。戴著眼鏡，富有知性。
達連（聲：本渡楓）
POP IN族的男孩，是友立小夏的同位體。我行我素。
塔朵娜（聲：M·A·O）
POP IN族的女孩，是大道朝陽的同位體。女子力很高。
路皮（聲：新井里美）
POP IN族的男孩，是都久井沙紀的同位體。膽小但溫柔堅強。

### 其他人物
長老（聲：石塚運昇）
POP IN族的長老。
蕾咪（聲：山崎惠理）
守護「時之谷」的巫女，由於某種理由而無法說話。
深町美晴（聲：田所梓）
小湊伊純的學妹，擔任田徑社的經理。
三橋奈奈（聲：戶田惠）
小湊伊純的同學，也是田徑社成員。
小湊惠理子（聲：島崎和歌子）
小湊伊純的母親。
小湊俊平（聲：小野大輔）
小湊伊純的父親，為了配合自己的工作而與妻子搬家到東京。
小湊元治（聲：羽佐間道夫）
小湊伊純的祖父，是她的知心。
雷諾（聲：內山昂輝）
神秘的少年。

## 製作
本電影由首次擔任導演的宮原直樹負責執導，宮原過去參與了《光之美少女》系列的舞蹈動畫製作。人物原案由曾製作《世界征服 謀略之星》的黑星紅白擔任，負責人物設定及總作畫監督的是參與過《大雄的秘密道具博物館》的浦上貴之。原作由東堂泉擔任，荒井修子負責劇本，音樂則由Team-MAX的水谷廣實和片山修志擔任。從事企劃及製作的松井俊之建議觀眾注意女主角們的成長與變化，而擔任製作人的金丸裕則提到作品中「時之谷」的形象除了來自宮原導演繪製的概念圖，也來自美術設定坂本信人的創意。動畫由迎接創立60週年的東映動畫製作，電影則由東映發行。

## 歌曲
電影的主題曲《FANTASY》由新組成的七人女子團體「Questy」演唱，該團體是東映動畫、EXPG和avex為了替電影主題曲找出適合的歌唱者，透過實施嚴格的訓練與為期半年的甄選而產生。片頭曲《（Teenage Blues）》由偶像組合「P.IDL」演唱，此歌曲也是企劃之初的宣傳用曲，詞曲由曾為放浪兄弟和倖田來未製作歌曲的Daisuke "DAIS" Miyachi擔任；此外，P.IDL成員中的赤木彩香也將藉由本片聲優出道。作品中還會使用由五位女主角演唱的角色歌《（再見。謝謝妳。）》，詞曲亦由Daisuke "DAIS" Miyachi創作；松井表示，這首歌與適合跳舞的主題曲和片頭曲表現出截然不同的青春，且歌曲的構思與作品情節有深厚關連。

## 推出

### 宣傳
企劃最初以「file(N):project PQ」之名於2015年展開，同年4月在Yahoo! Kids的舞蹈特集頁面「第一次的舞蹈課程」中公布了女主角們與POP IN族的跳舞影片。2016年1月，官方宣佈電影的名稱為《POP IN Q》，並公開一張視覺圖。3月11日，一支約36秒的預告短片在官方YouTube頻道上公開，並告知電影將在翌年冬季上映。同月27日，五位女主角的聲優在AnimeJapan 2016上公布角色分配、POP IN族的聲優和部分製作人員。7月20日，官方釋出由黑星紅白新繪製的海報及新預告短片，並表示電影預定在2017年1月上映。9月6日，因應來自各地電影院的廣大迴響，不僅上映日期提前至2016年12月23日，發行商東映亦決定擴大上映規模，使本片成為第一波正月映畫及寒假主打作品，此外還公開了一段先前在Comic Market 90使用的影片。同月15日至18日，本作品在東京電玩展2016的CS-REPORTERS攤位推出VR體驗，戴上VR裝置後可以從多種角度觀賞五位女主角的舞姿；另外自12月3日起，本作品也在Dospara提供免費VR體驗。同樣在12月3日，十位主要聲優參加了在品川Stellar Ball舉行的紀念活動，並首次公開由五位女主角演唱的角色歌／片尾曲。同月9日，官方在YouTube頻道公開以該角色歌作為配樂的特別影像，並告知將從12月21日起在iTunes、mu-mo等網站提供片頭曲、片尾曲以及原聲音樂的下載。

## 相關作品

### 廣播及網路節目
2016年3月27日，名為《Radio POP IN Q～只要再有趣一點，世界就會改變～》的廣播節目開始在音泉播出，由瀨戶麻沙美（飾演小湊伊純）、小澤亞李（飾演大道朝陽）、黑澤朋世（飾演都久井沙紀）擔任主持人，此節目後來也在HiBiKi Radio Station和animate Times播出；此外，尚有名為《Radio POP IN Q「大道朝陽的來尋找可愛的東西吧♪」》的迷你節目在官方網站播出，主持人為小澤亞李。同年7月23日，名為《Mafia梶田在意得不得了「POP IN Q」探險隊！》的網路節目開始在animate Times的YouTube頻道播出，由作家Mafia梶田和本片的製作人金丸裕主演。

### 漫畫
2016年8月，本作品宣佈在少女雜誌《Pucchigumi》和《Ciao》推出漫畫連載，描述女主角們和POP IN族日常生活的《POP IN Q Petit》由Haramiyuki作畫，從2016年9月15日發行的《Pucchigumi》10月號開始連載；喜劇和外傳性質的《POP IN Q mini》則由小森千尋作畫，從同年10月3日發行的《Ciao》11月號開始連載。11月4日，由山珠彩貴作畫的《POP IN Q reverse》開始在KADOKAWA的漫畫發布網站《Comic Newtype》上連載，內容講述電影中沒有詳細著墨的外傳故事。

### 遊戲
2016年11月20日，SEGA遊戲宣佈將推出本作品的手機遊戲，暫名《POP IN Q節奏遊戲》，並預定在2017年1月與《聖潔天使》舉行合作活動。

2018年2月28日，因運營不善，遊戲於雙平台下架。

## 外部連結
- 《POP IN Q》官方網站（日語）
- 《POP IN Q》官方的X（前Twitter）（日語）